# Tingwon-Inseln
Die Tingwon-Inseln (auch Portland-Inseln oder Duke of Portland Islands) sind eine Inselgruppe in der Bismarcksee. Politisch gehören sie zur Provinz New Ireland von Papua-Neuguinea. Sie befinden sich 30 km westlich von Lavongai.

## Geographie
Die Gruppe der Tingwon-Inseln besteht aus der Hauptinsel Tingwon mit der kleinen vorgelagerten Insel Nusamani sowie Kolenusa und Beligila. Die von einem gemeinsamen Korallenriff umgebenen Inseln erstrecken sich über 15 km von Nordost nach Südwest.

### Lage der Inseln
| Name     | Koordinaten           | Bevölkerung | Fläche [km²] |
| -------- | --------------------- | ----------- | ------------ |
| Tingwon  | 02° 37′ S, 149° 42′ O | …           | 1,54         |
| Kolenusa | 02° 38′ S, 149° 41′ O | …           | 0,69         |
| Beligila | 02° 38′ S, 149° 40′ O | …           | 0,59         |
| Nusamani | 02° 36′ S, 149° 42′ O | unbewohnt   | 0,02         |

## Bevölkerung
Die Bewohner der Inseln leben von Korb- und Mattenweberei, Sagoanbau, der Herstellung von Einbäumen sowie dem Anbau von Maniok und Süßkartoffeln. Die Clanzugehörigkeit wird matrilinear vererbt, während die Vererbung von Eigentum patrilinear erfolgt. Die Insulaner können beispielhafte Erfolge beim Anbau einer Vielzahl von Nutzpflanzen verzeichnen. Das National Agricultural Research Institute von Papua-Neuguinea entsandte 2006 eine Forschungsgruppe um die Erfahrungen von Tingwon zu studieren und weiter zu verbreiten.

## Geschichte
Die Inseln werden wahrscheinlich seit etwa 1500 v. Chr. von Melanesiern bewohnt. Philipp Carteret entdeckte die Tingwon-Inseln im Jahr 1767 und benannte sie nach William Henry Cavendish-Bentinck, 3. Duke of Portland.
Das Gebiet kam im Jahr 1885 unter deutsche Verwaltung und gehörte seit 1899 zu Deutsch-Neuguinea. 1913 wurde auf Tingwon eine 220 ha große Kokospalmenplantage angelegt. 1914 eroberten australische Truppen die Inseln, die nach dem Ersten Weltkrieg als Mandat des Völkerbundes von Australien verwaltet wurden. Von 1942 bis 1944 waren sie von Japan besetzt, kehrten aber 1949 in australische Verwaltung zurück. Seit 1975 sind sie Teil des unabhängigen Staates Papua-Neuguinea.

## Verkehr und Tourismus
Der IATA-Flughafencode des Flugplatzes von Tingwon ist TIG. Das Korallenriff ist Teil von Kreuzfahrten.